# Шахты
Ша́хты — город в Ростовской области России на реках Гру́шевке, Аюте, Атюхте и Кадамовке, в 35 км от реки Дон, в 68 км от Ростова-на-Дону, в 25 км от Новочеркасска и в 1000 км от Москвы.
Образует городской округ.
Промышленный и образовательный центр. Имеет статус опорного центра Восточного Донбасса. В 2011 году с образованием Шахтинской епархии стал культурно-православным центром региона Восточный Донбасс. В городе воспитаны девять олимпийских чемпионов и три чемпиона Паралимпийских игр.
Широкой общественности город известен прежде всего благодаря документальным фильмам про серийного убийцу Андрея Чикатило и «Шахтинскому делу».
Население — 223 567 чел. (2024). Площадь городской территории составляет в общей сложности 16 065,3 га. Плотность населения — 1574 чел./км². Второй город области по площади, третий по численности населения, четвёртый по объёму промышленного производства после соответственно Ростова-на-Дону, Таганрога, Новочеркасска.

## Этимология
Образовался вокруг Грушевского рудника, возникшего в 1820—1830 гг. в паре км от хутора Поповского. В 1867 году рудник преобразован в Горное Грушевское поселение («горное» — не от горы, а от горного дела — добычи полезных ископаемых). Включение в название этого определения мотивировано тем, что с 1800-х годов рядом с селением (в х. Поповка) велась подземная добыча каменного угля. В 1881 году (по другим данным в 1883 году) поселение переименовано в город Александровск-Грушевский, в честь императора Александра II. В 1920 году город по идеологическим соображениям переименован в Шахты. Новое название было связано с его каменноугольной специализацией.

## География
Город расположен в юго-западной части области, на юго-восточных склонах Донецкого кряжа, в 26 км от границы с Луганской областью Украины (её частью, находящейся под российской оккупацией с 2014 года), в 35 км от реки Дон, в 68 км от Ростова-на-Дону, в 35 км от Новочеркасска и в 1000 км от Москвы. Слегка холмистая равнина с искусственными лесопосадками несколько наклонена с севера (175 м) на юг (110 м), прорезана балками и долинами рек Грушевка (левобережный приток реки Тузлов, впадающей в Дон), Аюта, Атюхта, Семибалочная и Кадамовка. На территории города имеется более двадцати различных водоёмов. Крупнейший из них — Артёмовское водохранилище длиной более 2 км, созданное в конце 1920-х годов для охлаждения турбин Шахтинской ГРЭС им. Артёма. Один из памятников природы — Лисичкино озеро, расположенное в районе поселка Поповка. Техногенные формы рельефа представлены шахтными терриконами (отвалами горных пород), характерной деталью городского пейзажа. По окраинам город окружён крупными зелёными массивами, где произрастают акация, тополь, сосна и другие породы деревьев. В целом зелёная зона города охватывает территорию 831 га.

### Климат
Климат умеренно континентальный. Среднегодовая температура воздуха составляет 10 °C. Продолжительное лето может сопровождаться засухой, а весна суховеем с восточными, северо-восточными ветрами со скоростью 15 м/сек. Осадков выпадает 400—450 мм. Зима в Шахтах мягкая непродолжительная ,продолжается два месяца и, как правило, наступает в середине декабря, при этом температура в январе 0...−3 °C. Погода зимой неустойчивая, морозы чередуются с оттепелями, возможны туманы, гололёд, град, метели. Снежный покров образуется в конце декабря — начале января. При этом снежный покров редко держится больше трёх недель, а бывают годы без постоянного снежного покрова. Самые тёплые зимы — на юго-западе Ростовской области (Таганрог, Шахты, Азов, Новочеркасск).
Весна в Шахтах наступает в начале марта и длится около двух месяцев. В конце марта начинают распускаться листья, зацветают первые цветы. Средняя температура в марте составляет +10 °C. Апрель — засушливый месяц, которому свойственны частые возвраты холодов и заморозки.
Погода летом жаркая и засушливая. Лето длится около пяти месяцев. Лето начинается в начале мая, когда температура переходит в отметку +15 °C. В июне, июле и августе преобладает жаркая и солнечная погода. При этом июнь самый дождливый месяц, а июль — самый жаркий. Средняя дневная температура июля +25 °C, но нередко поднимается до +35 °C. Август характеризуется жаркой и засушливой погодой с суховеями и пыльными бурями. В сентябре жара спадает до +20 °C. Наступает погодный сезон, называемый «Бабьим летом», которое продолжается до третьей декады сентября.
Осень наступает в конце сентября и длится около двух месяцев. Средняя температура конца сентября +14 °C. Погода в начале осени солнечная и сухая, но начиная со второй половины октября, быстро холодает, и приходят первые заморозки. В ноябре средняя дневная температура +3 °C, часто выпадают осадки, нередко в виде снега.
Основной особенностью погоды в Шахтах можно назвать её засушливость, осадков выпадает чуть более 400 мм в год, причём максимум приходится на июнь-июль.

## История

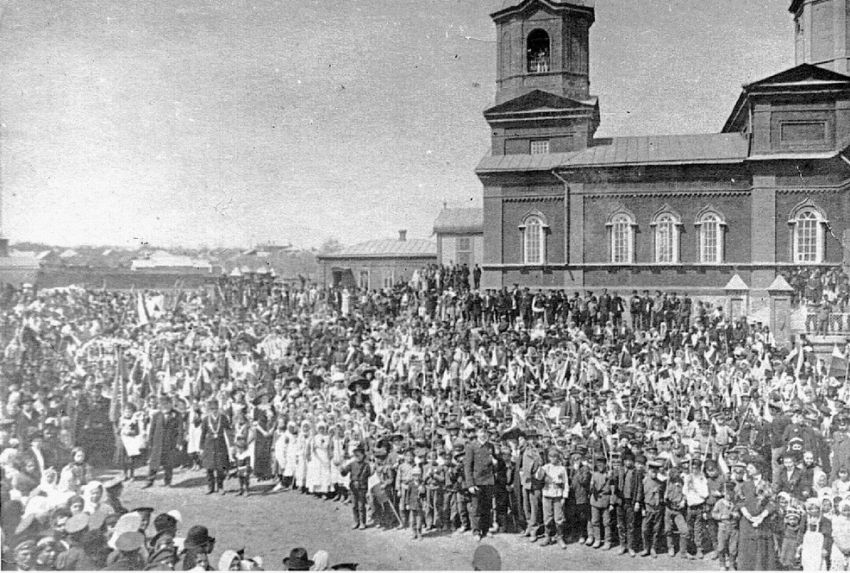
Покровский собор до Октябрьской революции

Первые населённые пункты на территории современного города существовали ещё до 1800 года. В 1802 году основан хутор Сидоровский. В 1805 году основаны три хутора, два из которых спустя более чем 100 лет вошли в состав города — Поповский, Власовский и Максимовка (нынешние Каменоломни), — названные по фамилиям донских казаков — основателей этих хуторов. Примерное расположение этих хуторов отчётливо видно на десятиверстовой карте Шуберта, изданной в 1840 году. В 1820—1830 годах рядом с этими тремя хуторами возникает Грушевский рудник, позже — временное поселение углепромышленников, а затем — Грушевский посад.
В 1867 году посад преобразован в Грушевское горное поселение со статусом города (железнодорожная станция Грушевская построена в 1861 году). С 1881 года по 1920 год город носил название Александровск-Грушевский. В 1897 году в нём жили 16 479 человек.
На всем протяжении истории города и его предшественников в Российской империи (Грушевское антрацитовое месторождение, Грушевский рудник, Грушевский посад, Александровск-Грушевский) хутора Поповский и Власовский в территорию города не входили.
В годы Гражданской войны был занят белыми. Гарнизоном города до 1 ноября 1919 года командовал генерал-майор Золотарёв. В 1920 году, после занятия красными, город получил современное название Шахты.
В 1920—1924 гг. входил в состав УССР. 4 января 1920 года в Луганске был образован Донецкий губернский ревком во главе с председателем В. П. Антоновым-Саратовским. В числе первых он подписывает (5 января) приказ об установлении границ губернии: «Впредь до выяснения экономической территории Донецкой губернии и правильного распределения районов губернии временно утверждать нижеследующие одиннадцать административных районов, входящих в состав Донецкой губернии…». Согласно этому распоряжению все угольные районы бассейна объединились в одну административную единицу. В их числе был и Александровск-Грушевский район, центром которого стал город Шахты. Шахтинско-Донецкий округ — административно-территориальная единица Донецкой губернии Украинской ССР (с 1923), а затем Юго-Восточной области (с ноября 1924 — Северо-Кавказского края) существовавшая в 1924—1930 годах. Шахтинский (с осени 1925 — Шахтинско-Донецкий) округ был образован в 1923 году в составе Донецкой губернии Украинской ССР. Центром округа стал город Шахты. 2 июня 1924 года округ отошёл к Юго-Восточной области РСФСР. В 1925 к округу была присоединена большая часть Морозовского округа.
30 июля 1930 года Шахтинско-Донецкий округ, как и большинство остальных округов СССР, был упразднён. Его районы отошли в прямое подчинение Северо-Кавказского края. Некоторое время Украина вела споры с РСФСР из-за города Шахты.
В 1927 году в г. Шахты ОГПУ было начато масштабное расследование по делу о контрреволюции и вредительстве, которое вылилось в знаменитый Шахтинский процесс, проходивший в Москве с 18 мая по 6 июля 1928 года.
В советское время был центром угольной промышленности Восточного Донбасса (РСФСР). Некоторое время (1954—1957) Ростовская область была разделена на две — Ростовскую и Каменскую. Центром последней большую часть этого периода был город Шахты.

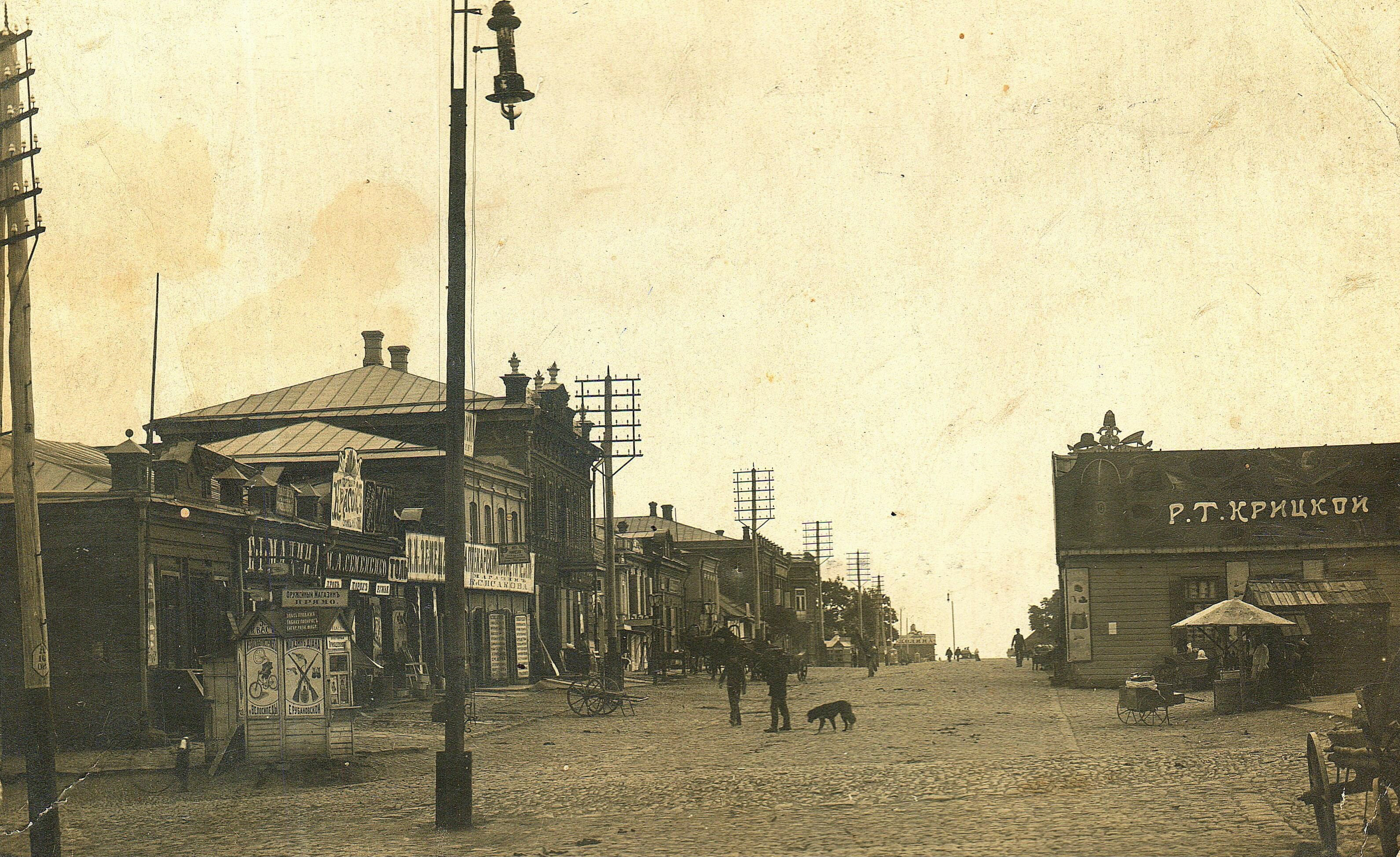
Перекресток ул. Большой (ныне ул. Советская) и пер. Полицейского (ныне пр. Победы Революции), начало XX века

С 22 июля 1942 по 12 февраля 1943 года Шахты были оккупированы немецко-фашистской армией. Город был сильно разрушен, более всего пострадали промышленные предприятия, здания государственного и учебного назначения, памятники культуры. В здании школы № 10 был организован лагерь для военнопленных, которых немцы свозили со всех близлежащих фронтов. Ежедневно во дворе школы производились расстрелы.
Несмотря на серьёзные разрушения, нанесённые во время оккупации, город быстро восстановился, было построено много крупных предприятий: Шахтинский хлопчатобумажный комбинат, завод «Гидропривод», Шахтинский молококомбинат, обувная фабрика и другие. В промышленности акцент делался на машиностроение, металлургию, производство строительных материалов и, конечно, добычу угля.
Закрытие большинства шахт в 1990—2000-е годы привело к экономическому упадку города, что, в частности, выразилось в закрытии трамвайного (в 2001 году) и троллейбусного (в 2007 году) сообщений. Но наличие квалифицированной рабочей силы, производственного потенциала помогли в 2000-е годы создать в городе Шахты несколько крупных современных предприятий, которые снова вывели город на 4-е место в области по объёмам промышленного производства.
В 2007 году, после объявления Министерством регионального развития РФ идеи о создании в России агломераций, началось постепенное формирование Восточно-Донбасской агломерации. Шахты стали её опорным центром, как город с наибольшей численностью, объёмом производства, вокруг которого сосредоточены города-спутники Красный Сулин, Гуково, Новошахтинск и др.
29 апреля 2015 года открыт на ул. Шевченко новый памятник Императору Александру II. В торжественной церемонии участвовали мэр города Д. Станиславов, председатель гордумы И. Жукова и др. Право открыть памятник было предоставлено родственнику Дома Романовых, праправнуку Императора Александра III, правнуку Великой княгини Ольги Александровны, Павлу Куликовскому-Романову и кадету городского Кадетского казачьего корпуса Кириллу Повечерову.
30 апреля 2015 года на ул. Маяковского был открыт памятник «Катюша».
В июне 2023 краеведами клуба «Корни твои» создана интерактивная карта горнопромышленных объектов города Шахты.

## Административное деление
В 1939 году город областного подчинения был разделён на три городских района: Артёмовский, Ворошиловский и Октябрьский. Кроме этого, рабочий посёлок Коксовый находился в непосредственном подчинении Шахтинского горсовета (до 1945 года, после чего был передан в подчинение Белокалитвинскому району).
В марте 1958 года Ворошиловский район города Шахты был переименован в Ленинский, с таким названием район просуществовал до его упразднения.
В соответствии с проведённой в 1959 году Всесоюзной переписью населения, численность населения города Шахты по административным районам выглядела следующим образом:
- Артёмовский район — 45 422 чел.,
- Ленинский район — 85 493 чел.,
- Октябрьский район — 65 275 чел.

Всего по городу Шахты — 196 190 человек.
В феврале 1989 года административное деление города Шахты на три городских района (Артёмовский, Ленинский и Октябрьский) было упразднено.
В состав ранее существовавшего Ленинского района входили посёлки городского типа Аюти́нский, Майский, Та́ловый.
Административные районы города Шахты состояли из микрорайонов, посёлков и кварталов:
- в Артёмовский район входили следующие микрорайоны: Артёма, ХБК, Машзавода, Власовка;
- в Ленинский район — микрорайоны и посёлки шахт «Юбилейной», «Аютинской», «Майской», «Нежданной», «Южной»;
- в Октябрьский район — микрорайоны и посёлки 20 лет РККА, Красина, Воровского, Октябрьской революции.

С февраля 1989 года посёлки городского типа Аютинский, Майский и Таловый, ранее входившие в подчинение Ленинского района города Шахты, перешли в подчинение непосредственно Шахтинского горсовета. С 1994 года указанные посёлки находились в подчинении Шахтинской городской администрации. В 2004 году в ходе реформы органов местного самоуправления посёлки городского типа Аютинский, Майский и Таловый вошли в состав города Шахты на правах микрорайонов, лишившись статуса посёлков городского типа.
С 2004 года город Шахты не имеет внутригородского административного деления.

## Население
| 1897     | 1926     | 1931     | 1939     | 1956     | 1959     | 1970     | 1973     | 1975     | 1976     | 1979     | 1982     |
| -------- | -------- | -------- | -------- | -------- | -------- | -------- | -------- | -------- | -------- | -------- | -------- |
| 16 000   | ↗49 000  | ↗75 700  | ↗135 000 | ↗180 000 | ↗196 190 | ↗205 307 | ↗214 000 | ↘210 000 | →210 000 | ↘209 495 | ↗215 000 |
| 1985     | 1986     | 1987     | 1989     | 1990     | 1991     | 1992     | 1993     | 1994     | 1995     | 1996     | 1997     |
| ↗220 000 | ↗221 000 | ↗225 000 | ↗225 797 | ↗226 000 | ↗228 000 | →228 000 | →228 000 | ↗229 000 | ↘228 000 | →228 000 | →228 000 |
| 1998     | 1999     | 2000     | 2001     | 2002     | 2003     | 2004     | 2005     | 2006     | 2007     | 2008     | 2009     |
| ↘225 000 | ↘224 400 | ↘221 800 | ↘218 200 | ↗222 592 | ↗222 600 | ↘219 700 | ↗249 100 | ↘247 700 | ↘245 900 | ↘244 400 | ↗245 779 |
| 2010     | 2011     | 2012     | 2013     | 2014     | 2015     | 2016     | 2017     | 2018     | 2019     | 2020     | 2021     |
| ↘239 987 | ↗240 094 | ↘238 486 | ↘237 568 | ↘237 407 | ↘237 233 | ↘236 749 | ↘235 492 | ↘233 814 | ↘231 646 | ↘230 262 | ↘226 452 |
| 2024     | 2025     |          |          |          |          |          |          |          |          |          |          |
| ↘220 802 | ↘219 111 |          |          |          |          |          |          |          |          |          |          |

На 1 января 2025 года по численности населения город находился на 90-м месте из 1124 городов Российской Федерации.
Третий по количеству жителей город в Ростовской области, после РНД и Таганрога и второй по площади после Ростова на Дону 

### Национальный состав
Несмотря на близость к столице Донского казачества — городу Новочеркасску, до Октябрьской революции доля казаков в городе составляла менее 2 %. По итогам переписи населения 2020 года проживали следующие национальности (национальности менее 0,1 % и другое см. в сноске к строке «Другие»):
| Национальность | Численность, чел. | Доля     |
| -------------- | ----------------- | -------- |
| Русские        | 204 346           | 95,43 %  |
| Армяне         | 2948              | 1,38 %   |
| Украинцы       | 889               | 0,42 %   |
| Цыгане         | 570               | 0,27 %   |
| Азербайджанцы  | 565               | 0,26 %   |
| Таджики        | 293               | 0,14 %   |
| Удины          | 260               | 0,12 %   |
| Грузины        | 247               | 0,12 %   |
| Татары         | 231               | 0,11 %   |
| Узбеки         | 218               | 0,10 %   |
| Другие         | 3576              | 1,65 %   |
| Итого          | 214 143           | 100,00 % |

### Языковой состав
По данным переписи 1897 года:
| Язык                       | Численность, чел. | Доля     |
| -------------------------- | ----------------- | -------- |
| Русский («великорусский»)  | 12 373            | 75,08 %  |
| Украинский («малорусский») | 3 746             | 22,73 %  |
| Армянский                  | 107               | 0,65 %   |
| Цыганский                  | 81                | 0,49 %   |
| Другие                     | 172               | 1,05 %   |
| Итого                      | 16 479            | 100,00 % |

В настоящее время официальным и основным языком города является русский.

## Экономика

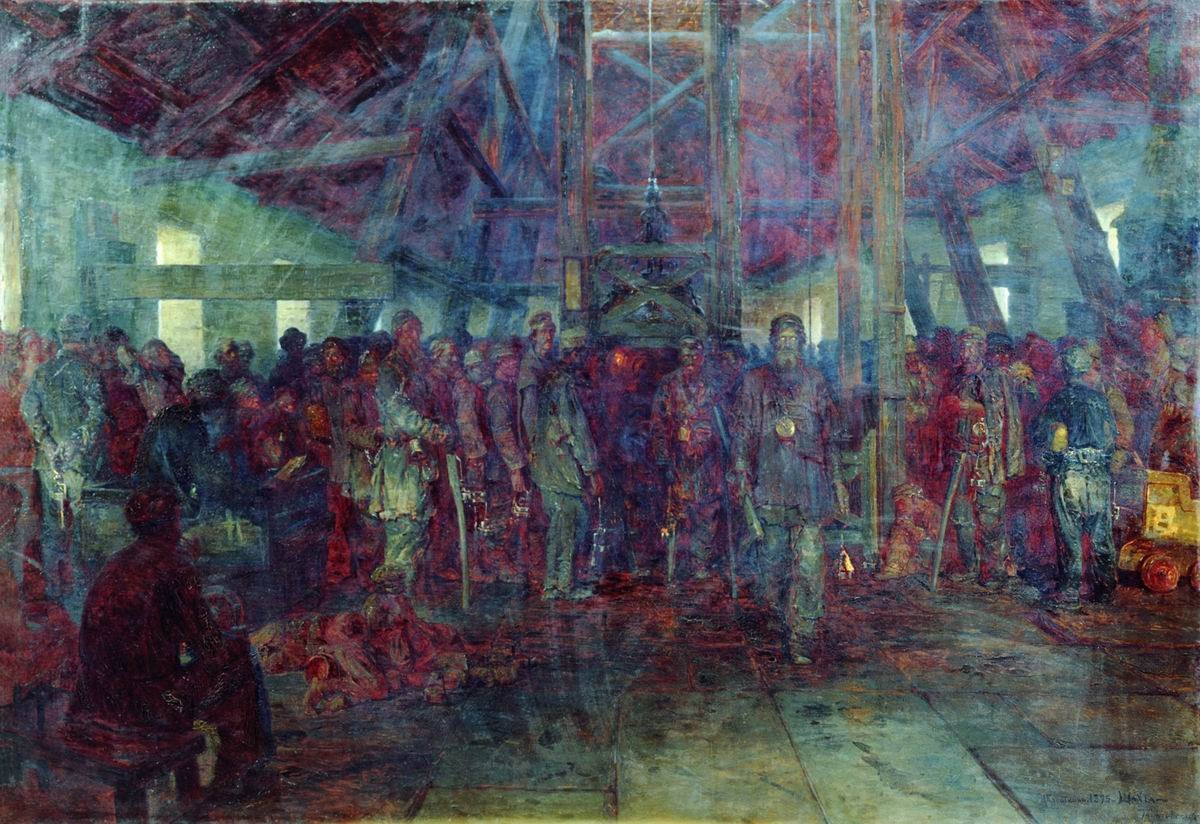
Картина Н. А. Касаткина «Углекопы» (1895), написанная на руднике Шушпанова (позже шахты им. Пролетарской диктатуры). Сейчас размещена в Государственной Третьяковской галерее

В советское время вокруг города была развита добыча антрацита. Также были построены машиностроительные заводы: завод «Гидропривод» (промышленная гидравлика), электротранспортного машиностроения (с 1978, не достроен и закрыт) и др. Функционируют производства стройматериалов, в том числе железобетонных конструкци, керамических изделий; завод сухих строительных смесей.
После сокращения производства в угольной промышленности город переориентировался на другие отрасли: лёгкая промышленность, металлургия, строительная сфера, энергосберегающие технологии и технологии безопасности человека. В 2012 году в городе насчитывается свыше 3500 предприятий всех форм собственности, на которых работают около 90 тысяч человек. При этом 45 предприятий являются крупными и средними.
Угольная отрасль нуждается в модернизации, поэтому город Шахты продолжает развивать научную базу для технического перевооружения этого направления.
Шахты входит в пятёрку городов-лидеров Ростовской области по показателям экономического роста и инвестиционной привлекательности в первую очередь благодаря высокому кадровому потенциалу. Администрацией города принята к реализации стратегия социально-экономического развития «Донбасс-Next», согласно которой основными и наиболее перспективными в сферами развития являются: металлургия и смежные с ней отрасли, энергетика, лёгкая, пищевая промышленности, технология безопасности человека, строительство, производство стройматериалов, образование и интеграция инновационных технологий в бизнесе. Определён перечень инвестиционных площадок, которые внесены в карту инвестиционного развития.
Согласно данным на 1 октября 2011 года на долю промышленных видов деятельности приходилось 89,6 % от объёма отгруженных товаров собственного производства, в том числе обрабатывающие производства — 72 %, производство и распределение электроэнергии, газа и воды — 17,6 %.
В г. Шахты функционируют три предприятия по производству строительных материалов: завод «Стройфарфор», выпускающий керамическую плитку под названием «Шахтинская плитка», шахтинский кирпичный завод ООО «КомСтрой» и завод железобетонных изделий ООО «Монолит-Юг».
В 2007 году запущен Ростовский электрометаллургический завод (РЭМЗ), выпускающий высококачественную продукцию по технологии непрерывной разливки стали. В 2011 году запущена вторая очередь завода по выпуску строительной арматуры. Объём ежегодного производства стали стремится к миллиону тонн. На сегодняшний день РЭМЗ является градообразующим предприятием.
Электроэнергией и теплом город снабжает Шахтинская ТЭЦ.
Как и в ряде других центров тяжёлой промышленности, в городе в конце 1960-х планово создавались предприятия лёгкой промышленности (для увеличения женской занятости) — работали хлопчатобумажный комбинат (Шахтинский хлопчатобумажный комбинат (ХБК) во времена своего расцвета и полной активности являлся самым крупным ХБК Европы) сейчас это ЗАО «Дон-Текс», две обувные, льняная, швейная фабрики и т. д. Большая их часть пришла в упадок вскоре после начала экономического кризиса 1990-х годов. Сегодня сегмент производства одежды, выделки и крашения одежды представлено предприятиями ОП ЗАО «Корпорация „Глория Джинс“», филиал швейной фабрики «Оптима» и ООО «Ариадна-96», текстильное производство в городе представляет ЗАО «Дон-Текс». ООО «Ариадна-96» специализируется на изготовлении верхней детской перо-пуховой одежды от 0 до 14 лет, и имеет собственный бренд «GnK».
Пищевая промышленность: мясная, молочная, хлебокомбинат, хладокомбинат (принадлежит компании «Талосто»). Также на территории города расположен один из крупнейших хлебозаводов Юга России «Аютинский Хлеб». Это предприятие снабжает хлебобулочными изделиями не только г. Шахты и Ростовскую область, но и другие ближайшие регионы (например, часть городов Краснодарского края.).
Производство машин и оборудования обеспечивают ОАО «Шахтинский завод „Гидропривод“», Шахтинский филиал ЗАО «Союзлифтмонтаж», ООО «ШМНУ».
В г. Шахты также функционирует текстильная фабрика БТК групп, которая специализируется на разработке, производстве и последующей реализации высокотехнологичной одежды для разных нужд, включая форменное обмундирование силовых ведомств, униформу для охранных предприятий, медицинских учреждений, обслуживающего персонала, специальную и рабочую одежду, профессиональную повседневную одежду, а также средств индивидуальной защиты, включая аварийно-спасательное снаряжение и защитные комбинезоны. Также, БТК групп специализируется на изготовлении головных уборов и военные вспомогательные мешки для одежды разной конфигурации. На территории фабрики развивают ткацкое производство БТК текстиль, на основе европейского оборудования.
Имеется аэропорт и расположенный вблизи него Шахтинский авиационно-ремонтный завод РОСТО, производящий ремонт самолётов Як-18Т, Як-50, Як-52, Ан-2, вертолётов Ми-2, Ми-8, авиационных двигателей АШ-62ИР, М-14. Воздушные суда, отремонтированные и переоборудованные на заводе, эксплуатируются не только в России, но и в ряде других стран: США, Болгария, Германия, Великобритания, Франция, Лаос, Испания, Казахстан, Белоруссия, Литва.
ЗАО «Шахтинский завод горно-шахтного оборудования». Этот завод один из четырёх предприятий данного профиля в России (есть ещё заводы такого типа в г. Скопине (Рязанская обл.), Новосибирске и Туле) и единственный на юге России.

### Транспорт

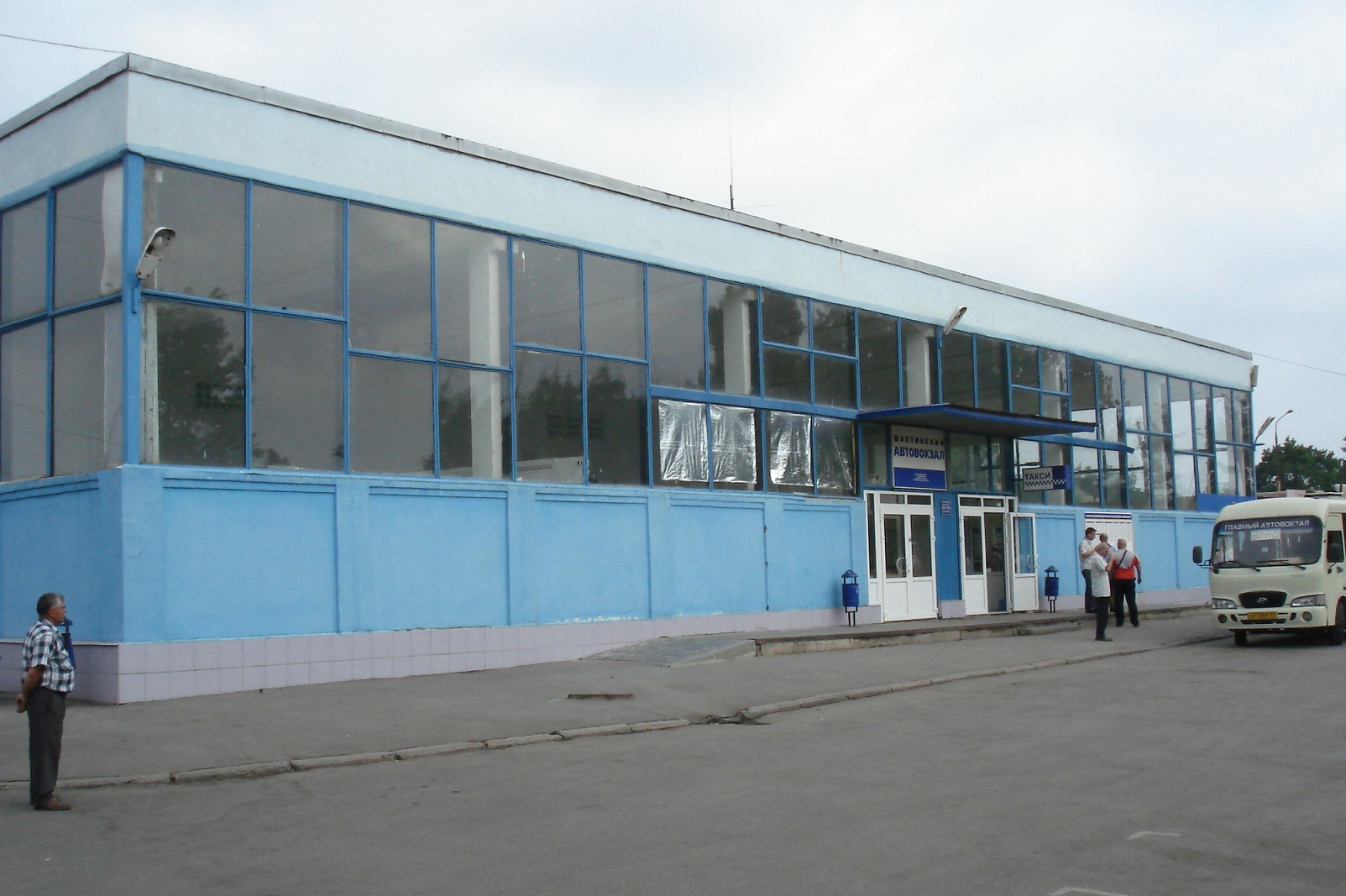
Здание автовокзала

Железнодорожная станция Шахтная на линии Лиски — Миллерово — Ростов-на-Дону Северо-Кавказской железной дороги.
В районе Шахт пересекаются европейские и российские автомобильные маршруты E 115, M4 «Дон» (Москва — Новороссийск) и E 50, А270 (Шахты — Киев).
Ранее действовали, но из-за экономического упадка в городе были закрыты трамвай в 2001 году и троллейбус в 2007 году. Пассажирский транспорт в Шахтах — это автобусы и микроавтобусы, а также такси.

### Банки
На территории города оказывают услуги 14 банков, включая Сбербанк, ВТБ, Россельхозбанк, Альфа-банк.

## Здравоохранение
Здравоохранение города представлено муниципальными учреждениями: 4 больницами, 6 поликлиниками, 3 стоматологическими поликлиниками, включая детскую стоматологическую, 2 самостоятельными детскими поликлиниками, 3 домами сестринского ухода.
- Областной центр восстановительной медицины и реабилитации № 2 (бывший противосиликозный диспансер, 1958 год),
- Больница скорой медицинской помощи им. Ленина (1927 год, упомянута в первом издании Большой советской энциклопедии).

## Религиозные учреждения

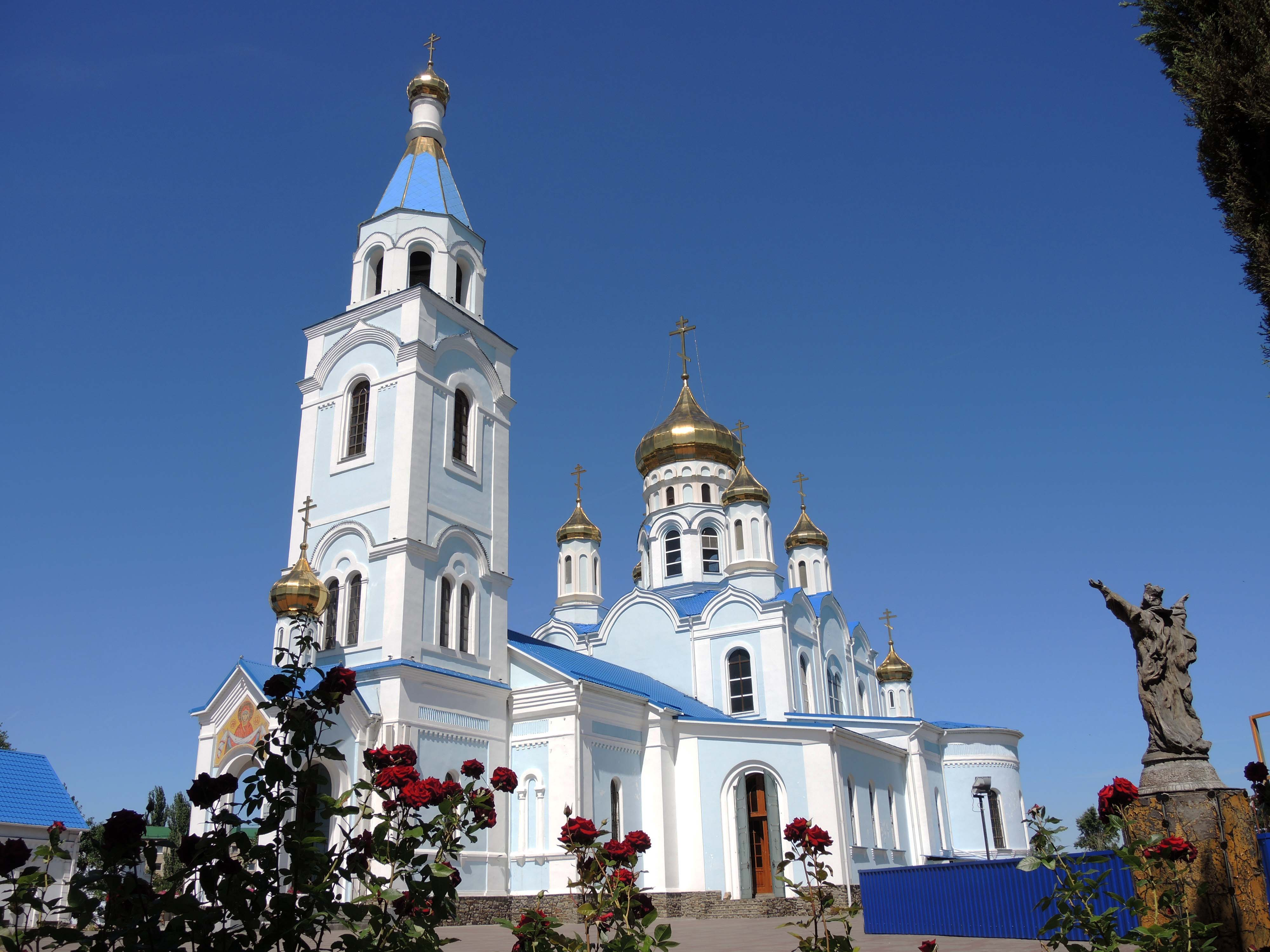
Собор Покрова Пресвятой Богородицы

В XIX  — первой половине XX веков в городе действовал Петропавловский собор и церковь Александра Невского.
С образованием в 2011 году Шахтинской епархии город стал культурно-православным центром Восточно-Донбасской агломерации. Храмы Шахтинской епархии Русской православной церкви:
- Собор Покрова Пресвятой Богородицы (Шахты, ул. Советская),
- Храм святителя Николая (Шахты) (п. Аютинский),
- Храм Покрова Пресвятой Богородицы (Шахты, пр-т Победа Революции, 22 (на «Пролетарке»)).[58].

В этом храме служил с 1976 по 1986 г. великий угодник Божий архимандрит Модест (Потапов).
Собирается материал по причислению батюшки к лику святых.
- Храм равноапостольного князя Владимира (Шахты) (п.ш. Нежданная),
- Храм Вознесения Господня (Шахты),
- Храм иконы Божией Матери «Одигитрия» (Шахты) (п. Таловый),
- Храм великомученика Пантелеимона (Шахты) (п. Майский),
- Храм Святой Троицы (Шахты) (п.ш. Наклонная).

В городе также действует Шахтинская еврейская община.
Христианские церкви города Шахты:
- Церковь «Христианская Миссия» г. Шахты (ул. Ионова 122),
- Евангельская церковь «Возрождение»(ул. Садовая, д. 10а),
- Церковь «Слово жизни» (ул. Калинина, д. 85),
- Церковь евангельских христиан-баптистов (пер. Гаражный, д. 38),
- Церковь евангельских христиан-баптистов (МСЦ) (пер. Путепроводный, д. 26),
- Церковь евангельских христиан-баптистов (МСЦ) (п. Артём, ул. Победы, д. 5),
- Церковь христиан адвентистов седьмого дня (пер. Мясокомбинатовский, д. 31),
- Церковь христиан адвентистов седьмого дня (ул. Промышленная, д. 39а),
- Церковь христиан веры евангельской (ул. Свердлова, д. 36),
- Церковь «Щит Веры» (ул. Белинского, д. 83).

## Достопримечательности
- Площадь Олимпийских чемпионов;ул. Советская, площадь им. Ленина: Памятник В. И. Ленину

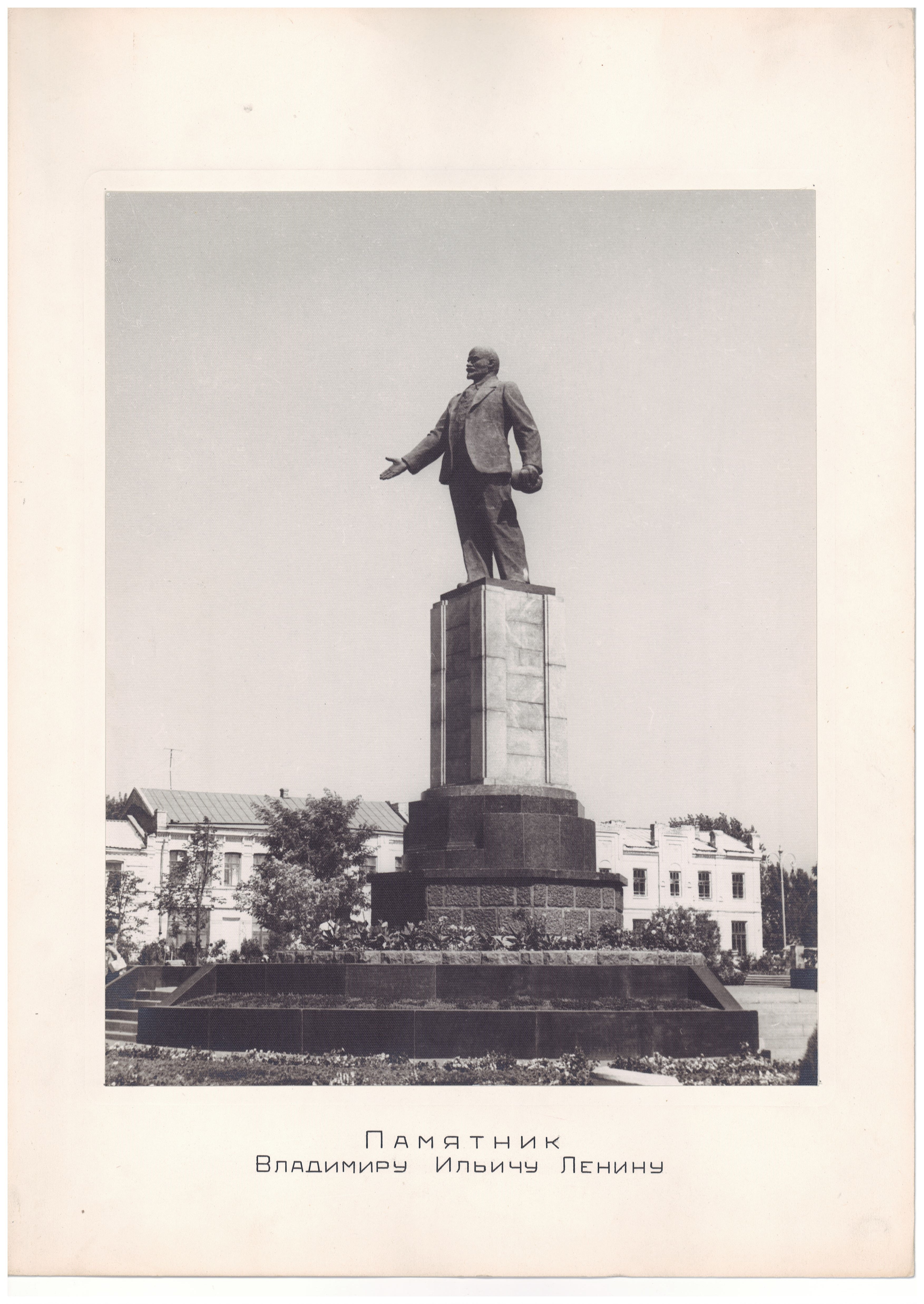
ул. Советская, площадь им. Ленина: Памятник В. И. Ленину

- Собор Покрова-Пресвятой богородицы, 1902 г.;
- Памятник Солдату-освободителю (1988)
- Памятник Царю Александру II;
- Памятник святому Цесаревичу Алексею;
- Жилой дом купца (ул. Галушкина, 60);
- Жилой дом купца (пр. Кирова, 65);
- Жилой дом купца (пр. Клименко, 4);
- Ансамбль жилого дома купца с домом для прислуги: жилой дом, дом для прислуги (пр. Клименко, 8, 10);
- Жилой дом купца с трактиром в цокольном этаже (пр. Клименко, 10А);
- Жилой дом купца (пр. Клименко, 14);
- Жилой дом купца (пр. Клименко, 16);
- Жилой дом шахтовладельца (пр. Клименко, 19);
- Памятник В. И. Ленину (1936)[59]. Архитектор Андреев, художники Попов и Листопадов;
- Жилой дом служащего городского учреждения (ул. Ленина, 201);
- Здание гостиницы «Националь»;
- Здание государственного казначейства;
- Жилой дом ремесленника Евдокимова К. Д.;
- Здание горного училища;
- Здание коммерческого училища;
- Здание первой городской библиотеки-читальни;
- Каменная ограда по ул. Советской;
- Театр драмы им. Погодина (1929);
- Памятник «Борцам за советскую власть»;
- Стела первым комсомольцам;
- Памятник В. И. Ленину на Центральной площади;
- Памятники Героям Великой Отечественной войны;
- Мемориальный комплекс в парке им. Л. Красина;
- Мемориальный комплекс в парке культуры и отдыха;
- Мемориальный комплекс Площадь 40-летия Победы;Памятник Солдату-освободителю на площади 40-летия Победы
- Мемориал жертвам фашизма;

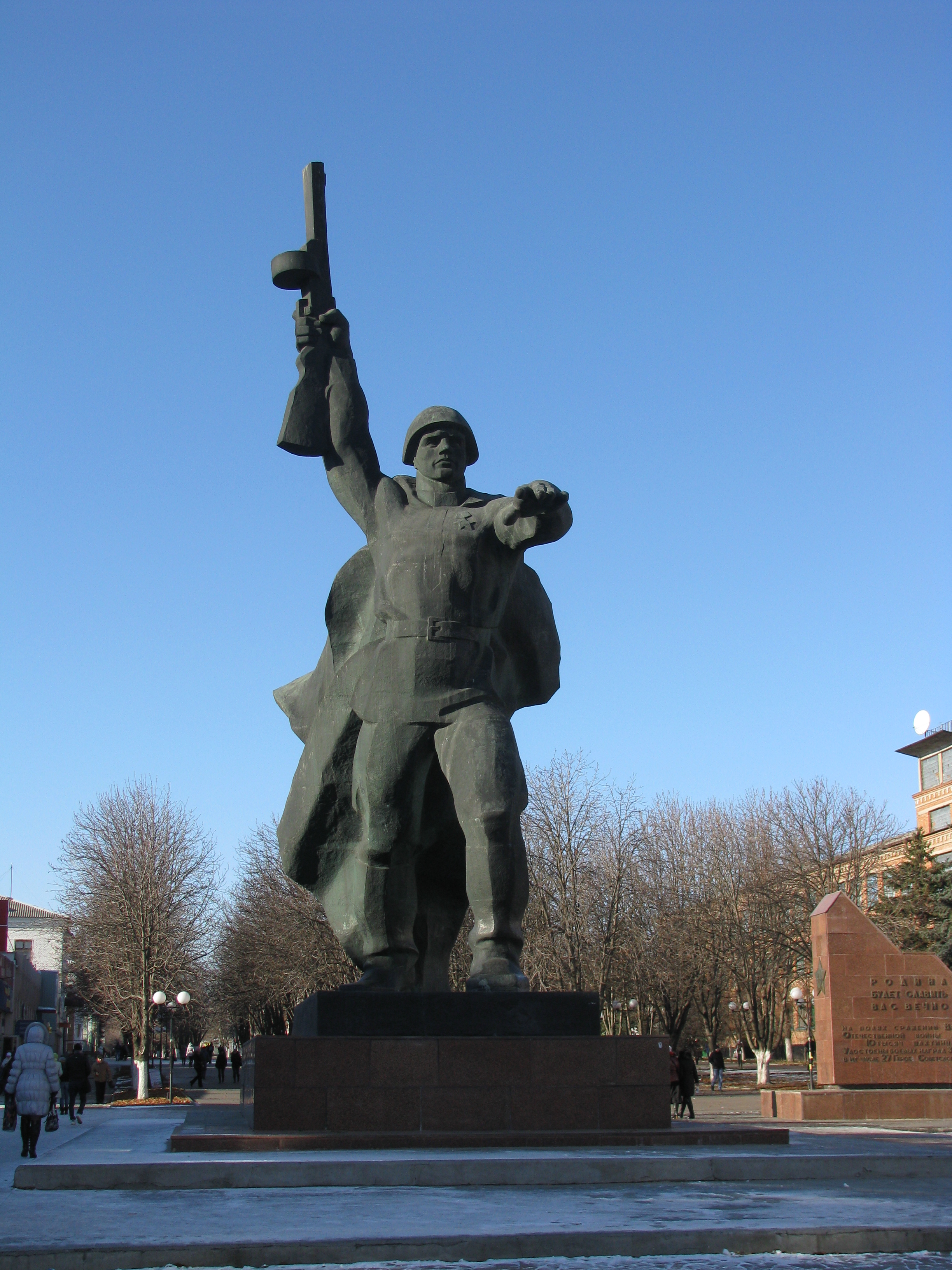
Памятник Солдату-освободителю на площади 40-летия Победы

- Мемориальные комплексы, обелиски и мемориальные доски в посёлках;
- Памятник воинам-интернационалистам
- Памятный знак Шахтинцам, погибшим в локальных войнах;
- Памятный знак героям первой мировой войны;
- Памятники шахтёрскому труду;
- Мемориал Шахтёрской славы. Открыт 13 мая 2011 года. Мемориал представляет собой чёрную четырёхгранную пирамиду, имитирующую уголь-антрацит. В основании пирамиды уложена плита из красного гранита, как символ трудового подвига шахтёров. На четырёх гранях памятника написаны основные исторические вехи развития угольной промышленности в Шахтах, изображение шахтёра с отбойным молотком, стихи, название памятника;
- Памятник Михаилу Павловичу Чиху;
- Памятник ткачихе;
- Памятник Тарасу Шевченко;
- Памятник Чернобыльцам;
- Памятник незрячим.

В городе Шахты Ростовской области имеется ряд культурных объектов регионального значения. К ним относятся несколько жилых домов местных купцов и др.:
Шахтинский краеведческий музей расположен в историческом памятнике, где ранее была Александровская (в честь Императрицы Александры Феодоровны) церковно-приходская школа. Главный зал музея имеет куполообразную форму. Здесь собрано около 13000 экспонатов. В своё время Академия художеств СССР передала в дар музею коллекцию живописи из около 200 работ.
В городе есть несколько храмов Шахтинской епархии: храм святителя Николая, храм святителя Николая (Аютинский), собор в честь Покрова Пресвятой Богородицы и ещё есть храм в честь Покрова Пресвятой Богородицы, храм равноапостольного князя Владимира, храм Вознесения Господня, храм иконы Божией Матери Одигитрия, храм великомученика Пантилеимона, храм Святой Троицы.
Имеются Центральное кладбище, Аютинское кладбище и Новое Артёмовское кладбище, а также Новое кладбище в посёлке Сидорово-Кадамовский.

## Культура

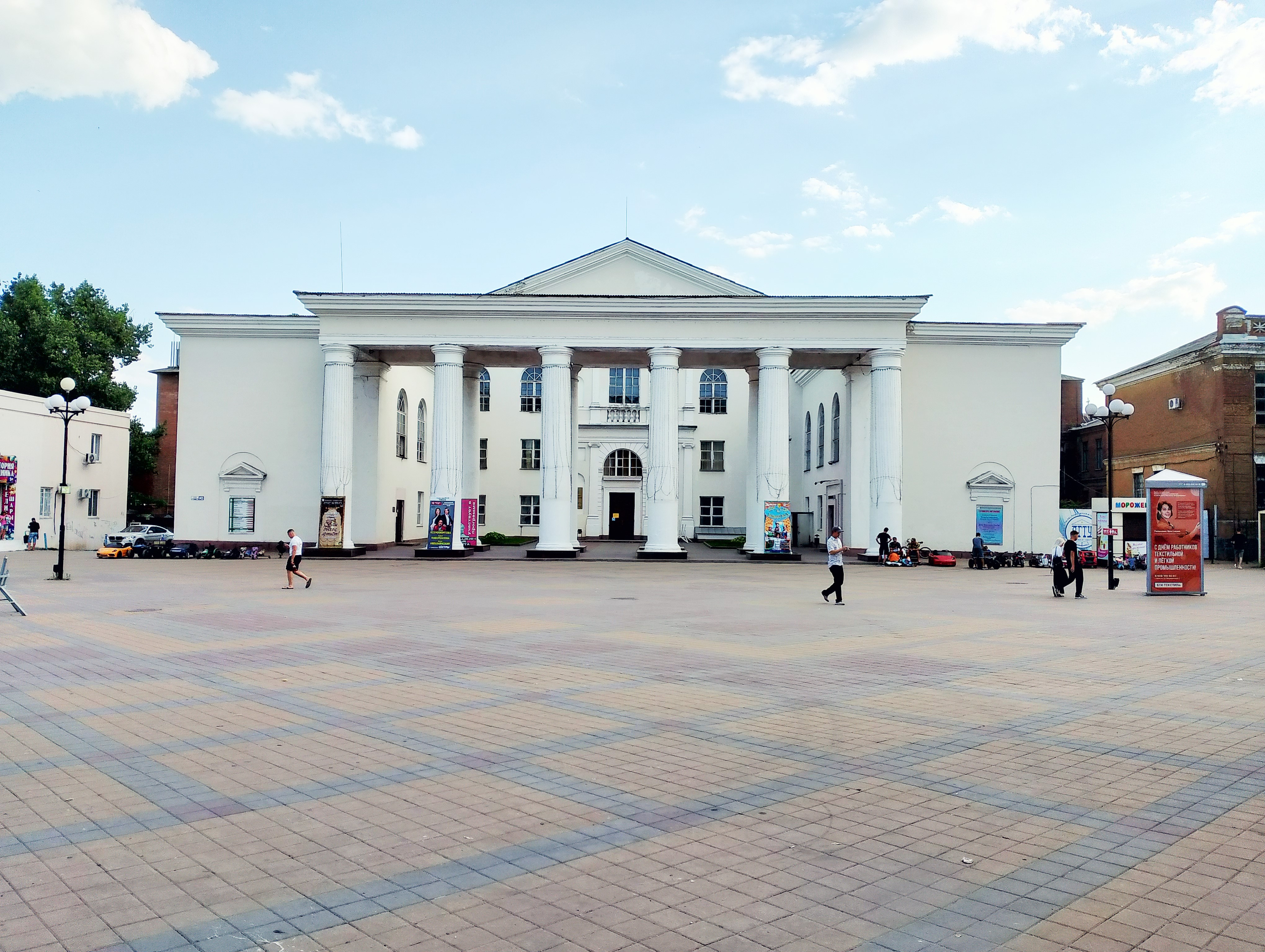
Драматический театр

В 1929 году в городе создан Шахтинский рабочий театр. В 1952 году переехал в новое здание. В 1965 году театру было присвоено имя Н. Ф. Погодина, чья драматургия занимала весомое место в репертуаре 1960—1970-х годов. С 1966 по 1984 годы художественным руководителем был В. И. Малашенко, после его смерти в 1984 году театр возглавил О. А. Соловьёв. С 1986 по 2000 годы театром руководил Боярчук М. И., за всю историю театра работал в должности директора рекордные 14 лет. В 1994 году театр «Пласт» открылся после продолжительного ремонта. В 1997 году гастролировал в Германии. В настоящее время это муниципальное учреждение культуры «Шахтинский драматический театр».
В 1970 году, к 100-летию со дня рождения В. И. Ленина, открыт широкоформатный кинотеатр «Аврора» со зрительным залом на 850 мест. При его строительстве заложена капсула с письмом к жителям города 2017 года. Кинотеатр был оборудован рекламно-информационным стендом со звуковым автоответчиком, игровыми автоматами. Ежегодно кинотеатр посещало полтора миллиона человек.
Второй Новый современный кинотеатр — шестизальный «Киноцентр» в ТРК «Максимум» — открылся в Шахтах 10 июня 2014 года. «Киноцентр» в ТРК «Максимум» оснащён передовым кинопроекционным оборудованием и акустикой. В «Киноцентре» расположено два зала: большой премьерный зал, рассчитанный на проведение предпремьерных показов, и отдельный VIP-зал, отличающийся повышенным уровнем комфортности.
Шахты имеет краеведческий музей с музеем угольной промышленности Дона, централизованную библиотечную систему и филармонию с ансамблем песни и пляски «Надежда».
Центральная городская библиотека им. А. С. Пушкина г. Шахты одна из старейших библиотек Дона. Основана в 1899 г. Сегодня Центральная городская библиотека им. А. С. Пушкина входит в централизованную библиотечную систему (ЦБС) г. Шахты, которая включает 14 муниципальных публичных библиотек. Документный фонд (книги, периодические издания, электронные издания, аудио-видео материалы) ЦБС г. Шахты более 550 тыс. единиц, количество пользователей ЦБС — 55 тыс.
В городе функционируют 2 музыкальные, 1 художественная и 5 детских школ искусств. Культурно-развлекательный досуг обеспечивают 5 дворцов культуры муниципального и ведомственного подчинения, 2 дома культуры, 5 клубов, Александровский парк.
В городе снимались:
— фильм «Большая жизнь» (1939);
— фильм «Уголь» (2017);
— сериал «Хрустальный» (2021).

## Образование и наука
На территории города Шахты размещены:
колледжи — 4,
техникум — 1,
лицеи — 4,
профессиональные училища — 5,
государственные ВУЗы — 2,
Количество обучающихся составляет более 15,5 тыс. человек.

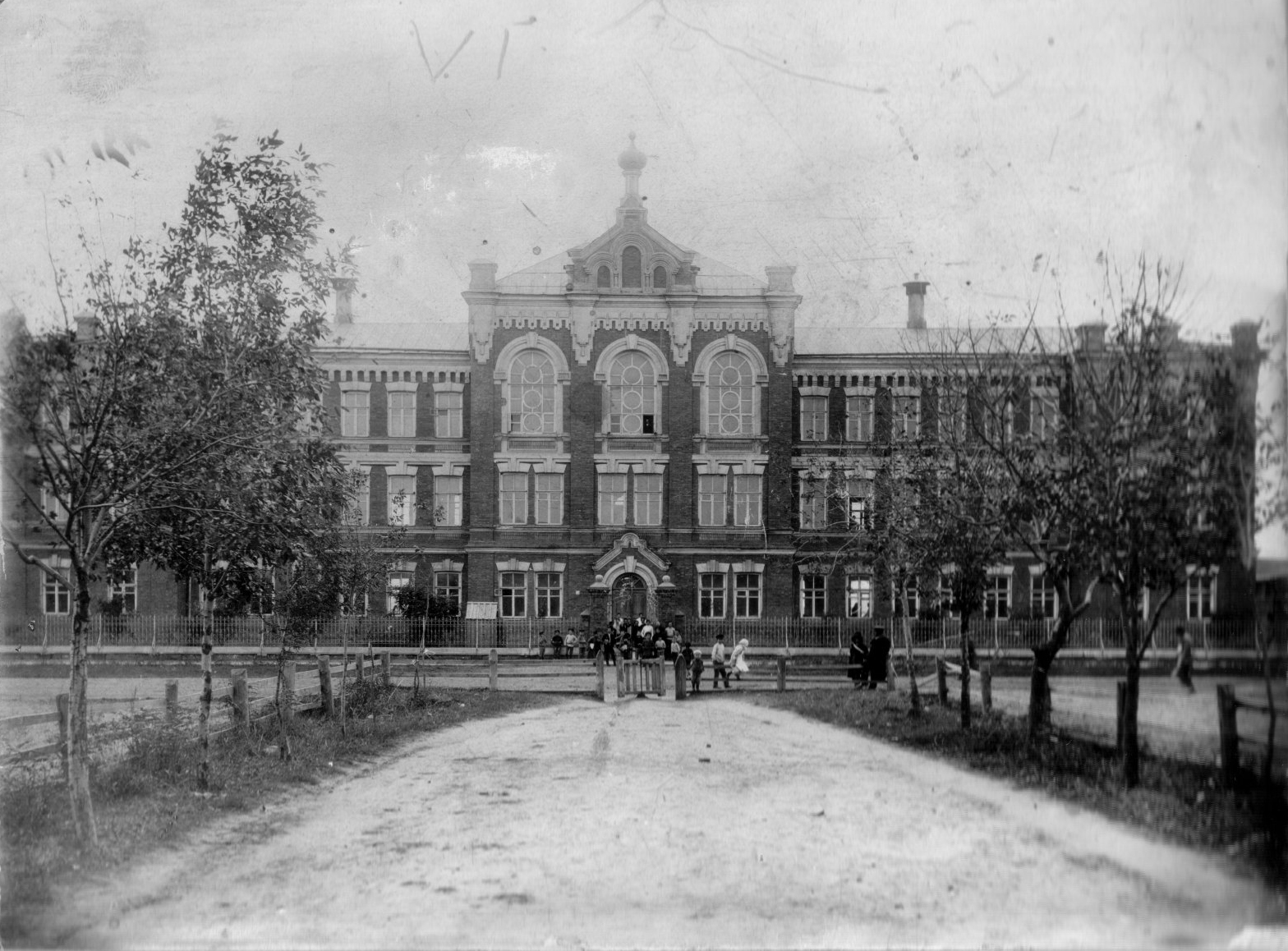
Здание Епархиальной мужской учительской семинарии с домовой церковью Иоанна Богослова, начало XX века. Сейчас — филиал ДГТУ

- Здание Епархиальной мужской учительской семинарии с домовой церковью Иоанна Богослова, начало XX века. Сейчас — филиал ДГТУИнститут сферы обслуживания и предпринимательства (филиал) ДГТУ в г. Шахты — бывший ЮРГУЭС (1999—2013), Шахтинский институт бытового обслуживания (ШТИБО, 1969—1995), Донская государственная академия сервиса (ДГАС, 1995—1999) — с физико-математической школой и колледжем экономики и сервиса,
- Шахтинский автодорожный институт (филиал) Южно-Российского государственного политехнического университета (Новочеркасского политехнического института) имени М.И Платова — ШАДИ (ф) ЮРГПУ (НПИ), (ШФ НПИ, 1958 г.), с промышленно-гуманитарным колледжем,
- Шахтинский региональный колледж топлива и энергетики им. акад. П. И. Степанова (ШРКТЭ), (Горный техникум, 1931 г.[62]),
- Шахтинский медицинский колледж им. Г. В Кузнецовой,
- Шахтинский педагогический колледж,
- музыкальный колледж,
- Шахтинский филиал Ростовского кооперативного техникума бизнеса, предпринимательства и права (бывш. кооперативное училище),
- казачий Я. П. Бакланова кадетский корпус (2002 г.)
- Шахтинский научно-исследовательский и проектно-конструкторский угольный институт (ШахтНИУИ)
- Шахтинский филиал государственного института повышения квалификации руководящих работников и специалистов.

Научные организации:
В 1959 году был основан Шахтинский научно-исследовательский и проектно-конструкторский угольный институт. В 1963 году было построен главный корпус института. В 1967 году был введён в эксплуатацию экспериментальный завод института. Институт продолжает оказывать научно-технические услуги угольным предприятиям.
- ООО НПФ «Электронные информационные системы».

Основные направления деятельности: разработка систем автоматики, телекоммуникации и связи; разработка автоматизированных систем контроля и учёта электроснабжения (АСКУЭ); разработка программно-аппаратных систем автоматизированного управления с применением микроконтроллеров.
- ООО НПФ «Сельсофт»

Основное направление деятельности — производство оборудования связи.

## Спорт
Город славится своей школой тяжёлой атлетики, основанной Рудольфом Плюкфельдером, воспитавшей чемпионов мира и Европы, Олимпийских игр.
В городе до 1990 года активно развивались технические виды спорта; мотоспорт — спидвей и мотокросс, в советский период команда мастеров по мотоболу, пулевая и стендовая стрельба.
На территории муниципального образования размещено 327 спортивных сооружений, в том числе 3 плавательных бассейна, Ледовый дворец «Шахтинец». Всего в спортивных секциях и группах в 2010 году занималось 55307 человек.
11 марта 2011 года в г. Шахты была основана Шахтинская федерация футбола.
23 февраля 2000 года была создана ГОО Шахтинская Федерация каратэ-до.
Виды спорта, культивируемые в г. Шахты:
- Акробатический рок-н-ролл — Шахтинская Федерация акробатического рок-н-ролла (в составе Федерации акробатического рок-н-ролла Ростовской области)
- Айкидо — Шахтинское отделение автономной некоммерческой организации «Вакикай» (Айкидо Айкикай)
- Баскетбол — Детско-юношеская спортивная школа № 1
- Бокс — Детско-юношеская спортивная школа № 1
- Велоспорт — Специализированная детско-юношеская спортивная школа олимпийского резерва № 15 им. В. И. Алексеева
- Волейбол — Детско-юношеская спортивная школа № 1
- Греко-римская борьба — Детско-юношеская спортивная школа № 5 и Специализированная детско-юношеская спортивная школа олимпийского резерва № 15 им. В. И. Алексеева
- Дзюдо — Специализированная детско-юношеская спортивная школа олимпийского резерва № 15 им. В. И. Алексеева
- Каратэ — Детско-юношеская спортивная школа № 5, Городская общественная организация «Шахтинская Федерация каратэ-до»
- Кик-боксинг — Добровольное спортивное общество «Единство»
- Лёгкая атлетика — Детско-юношеская спортивная школа № 1 и Специализированная детско-юношеская спортивная школа олимпийского резерва № 15 им. В. И. Алексеева
- Настольный теннис — Специализированная детско-юношеская спортивная школа олимпийского резерва № 15 им. В. И. Алексеева
- Плавание — Детско-юношеская спортивная школа № 1 и Детско-юношеская спортивная школа № 5
- Пулевая стрельба — Специализированная детско-юношеская спортивная школа олимпийского резерва № 15 им. В. И. Алексеева
- Радиоспорт — Местное отделение Союза Радиолюбителей России
- Спортивная гимнастика — Детско-юношеская спортивная школа № 1
- Теннис — Детско-юношеская спортивная школа № 5
- Триатлон — Специализированная детско-юношеская спортивная школа олимпийского резерва № 15 им. В. И. Алексеева
- Тхэквондо ВТФ — Специализированная детско-юношеская спортивная школа олимпийского резерва № 15 им. В. И. Алексеева
- Тяжёлая атлетика — Специализированная детско-юношеская спортивная школа олимпийского резерва № 15 им. В. И. Алексеева
- Футбол — Детско-юношеская спортивная школа № 5 (Департамент по физическому развитию, спорту и туризму) и Добровольное спортивное общество «Единство»
- Художественная гимнастика — Детско-юношеская спортивная школа № 5
- Хоккей с шайбой — Детско-юношеская спортивная школа № 5
- Шахматы — Специализированная детско-юношеская спортивная школа олимпийского резерва № 15 им. В. И. Алексеева
- Шашки — Специализированная детско-юношеская спортивная школа олимпийского резерва № 15 им. В. И. Алексеева

## СМИ
| - Шахты. SU — Информационный портал города Шахты Эл. № ФС77-51493 - «Вести FM» 92,1 - «Радио Маяк» 100,5 - «Love Radio» 101.0 - «Новое радио» 101.9 - «Дорожное Радио» 102,4 - «ТВ-ШаНС» - газета «Шахтинские известия» | - Газета «К Вашим услугам» - Сайт «Шахты.ru» - Радио России / ГТРК Дон-ТР 102.9 - Авторадио 103.5 - Европа Плюс 104.7 - FM-на Дону 106.8 - Русское радио 107.3 - Интернет-телевидение «ТВ-Шахты» |

## Сотовая связь
- Билайн,
- МегаФон,
- МТС,
- Tele2,
- Yota.
- Ростелеком

## Города-побратимы
- Гельзенкирхен, Германия
- Никопол, Болгария
- Армавир, Армения
- Чита, Россия (соглашение о дружбе и сотрудничестве между администрациями городов Чита, Забайкальского края, и Шахт, Ростовской области, было подписано в Московской школе управления «Сколково».)[64])

## Фотогалерея

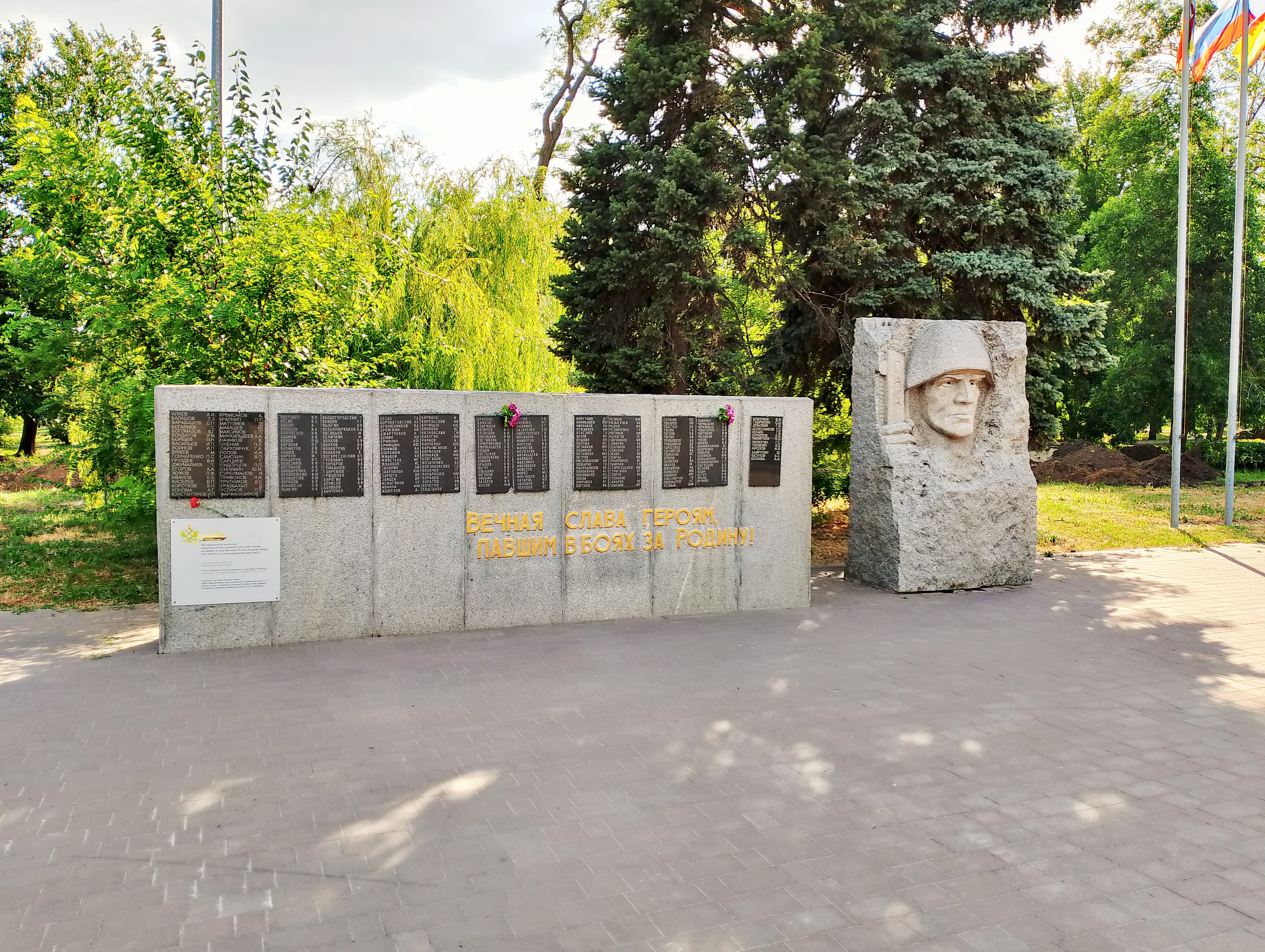
Памятник павшим в Великой Отечественной войне
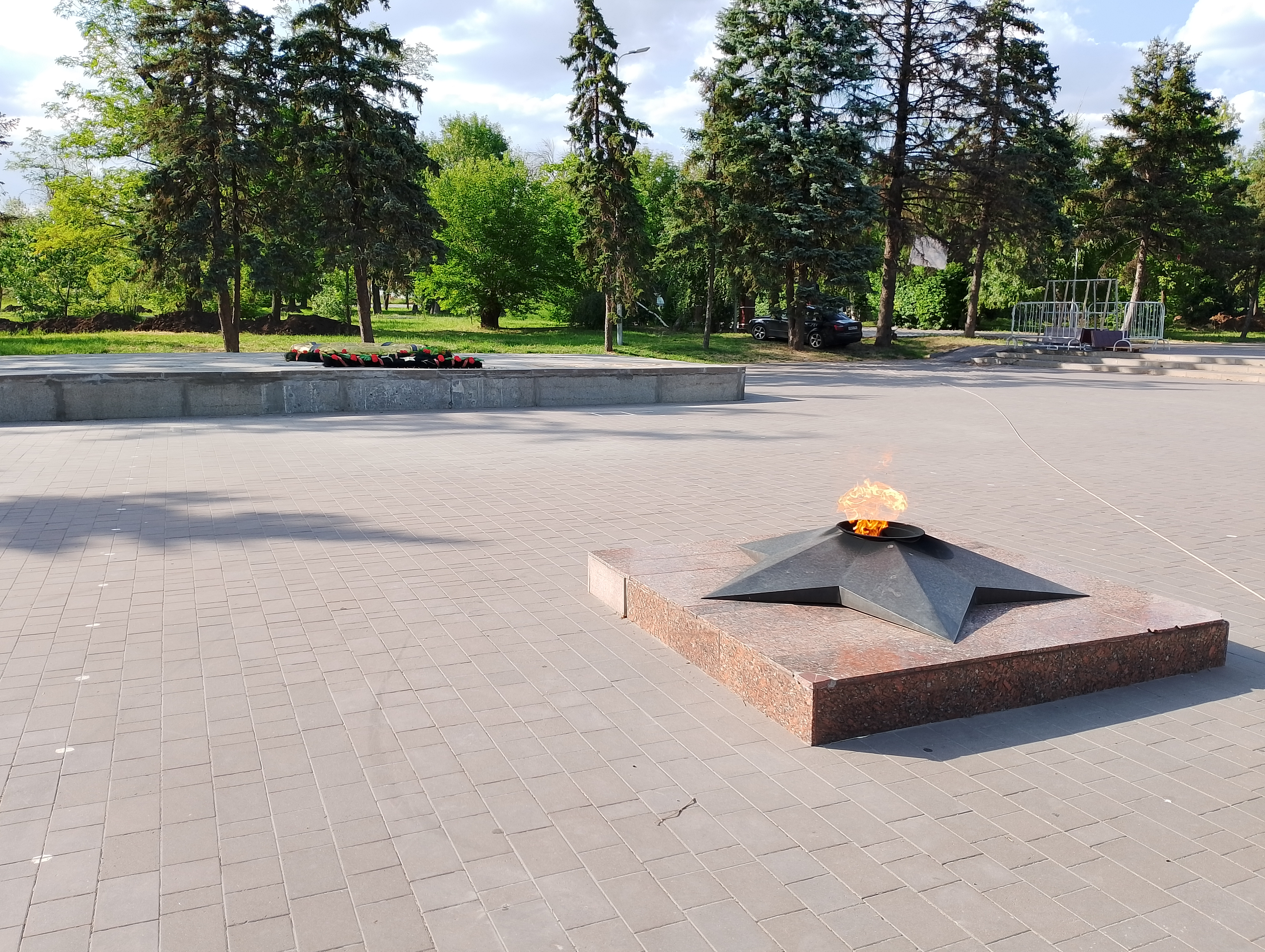
Вечный огонь
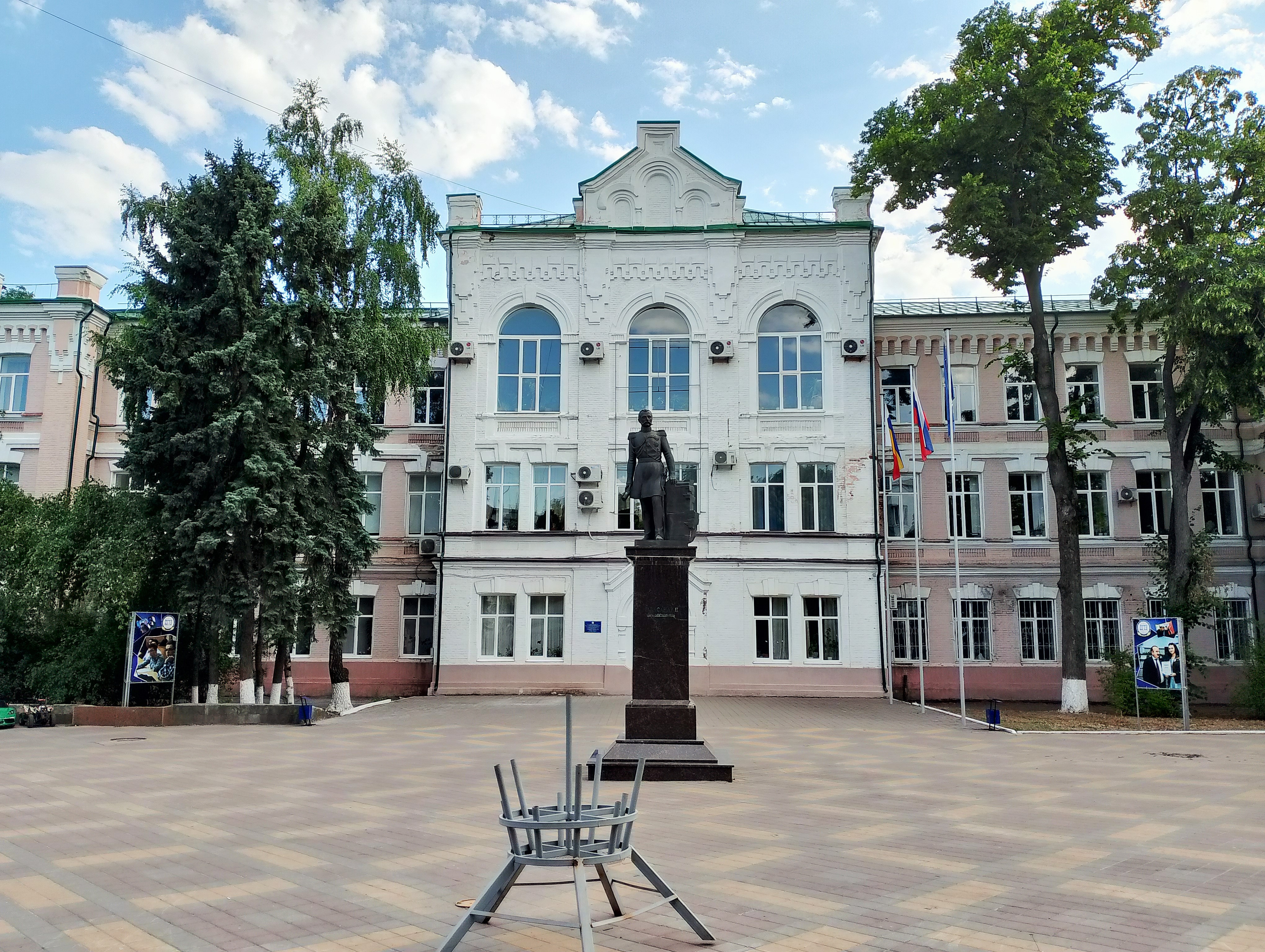
Епархиальная школа
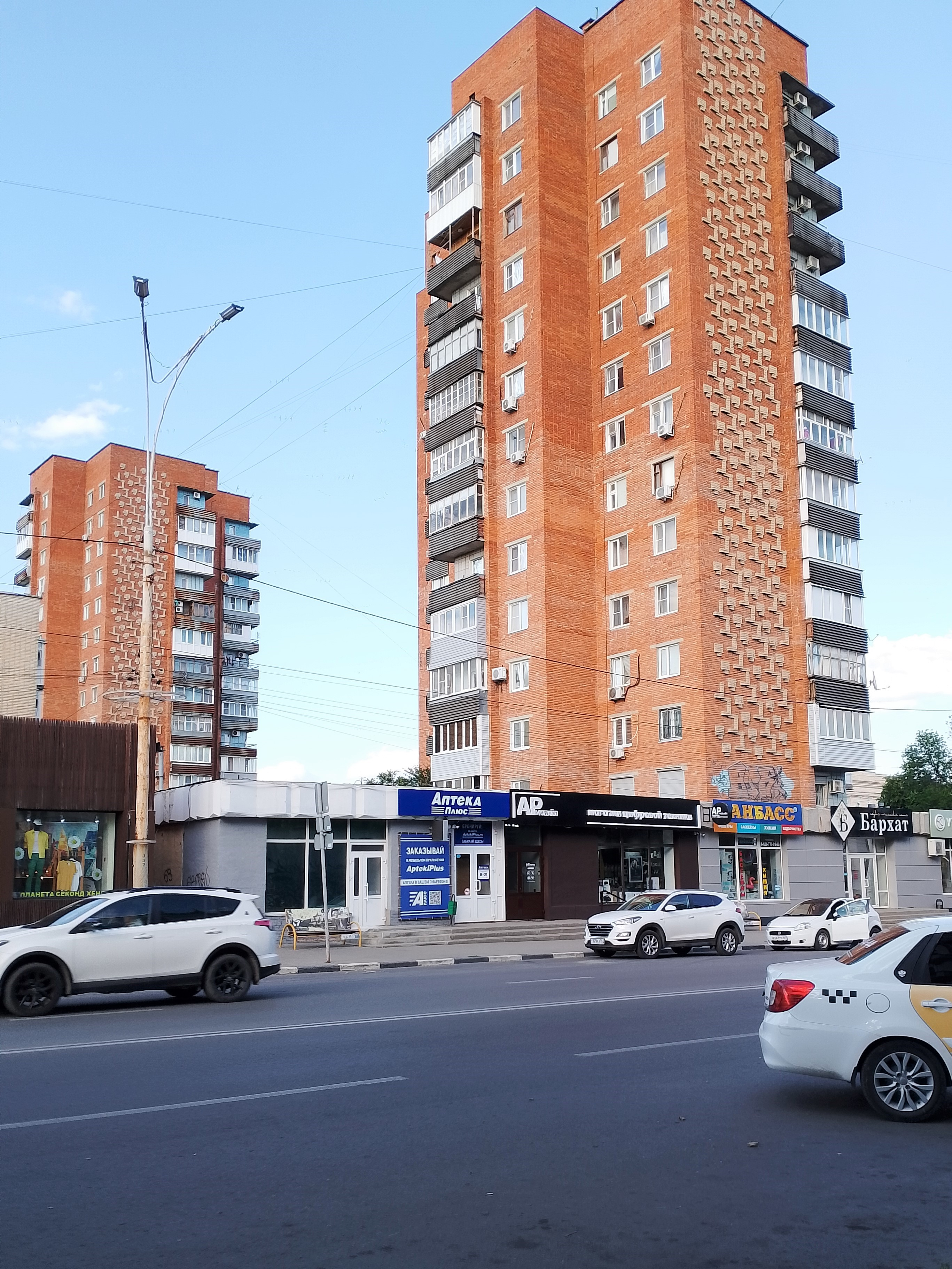
Дома на проспекте Красной Армии
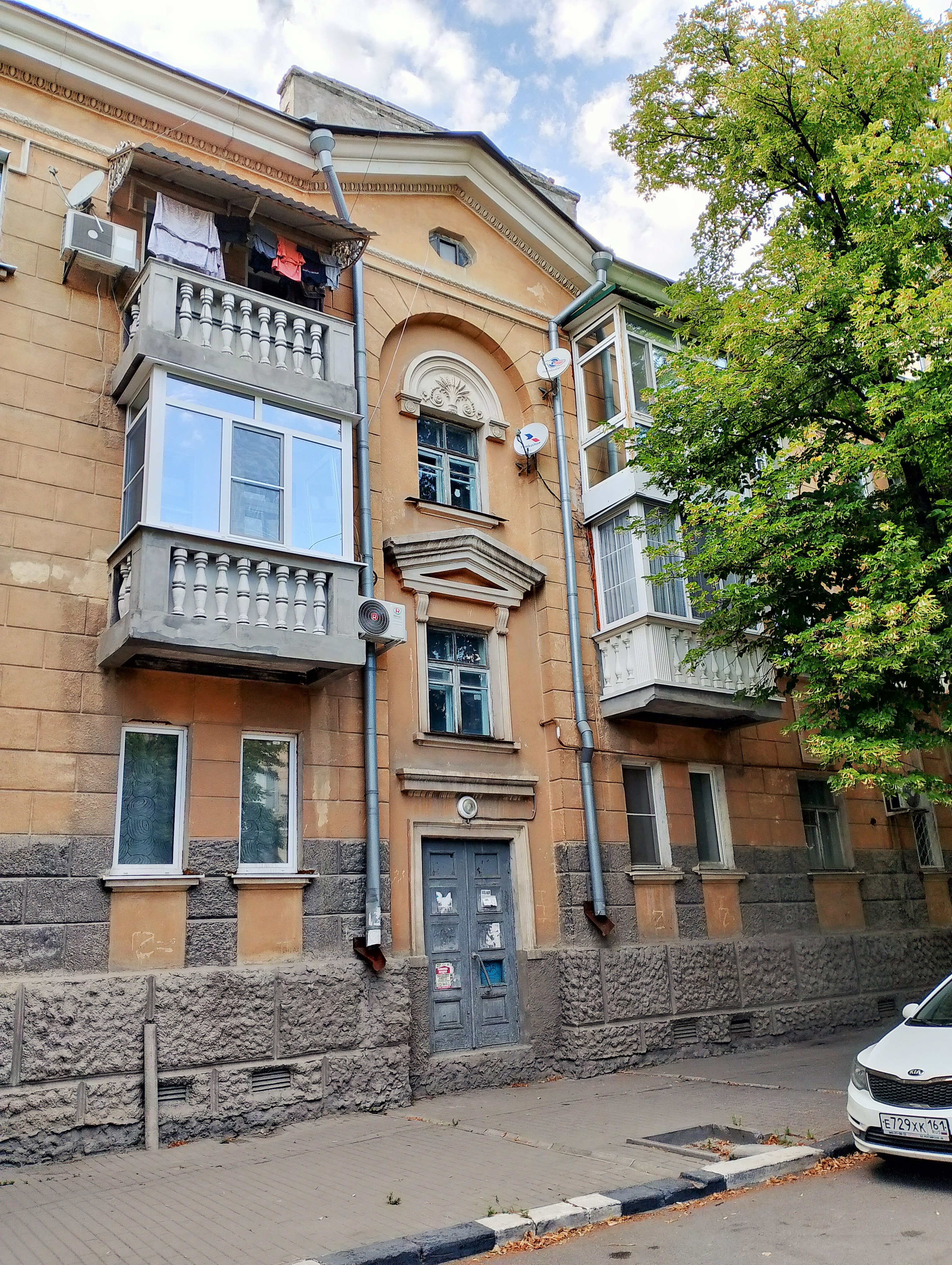
Дом № 181 по Советской улице
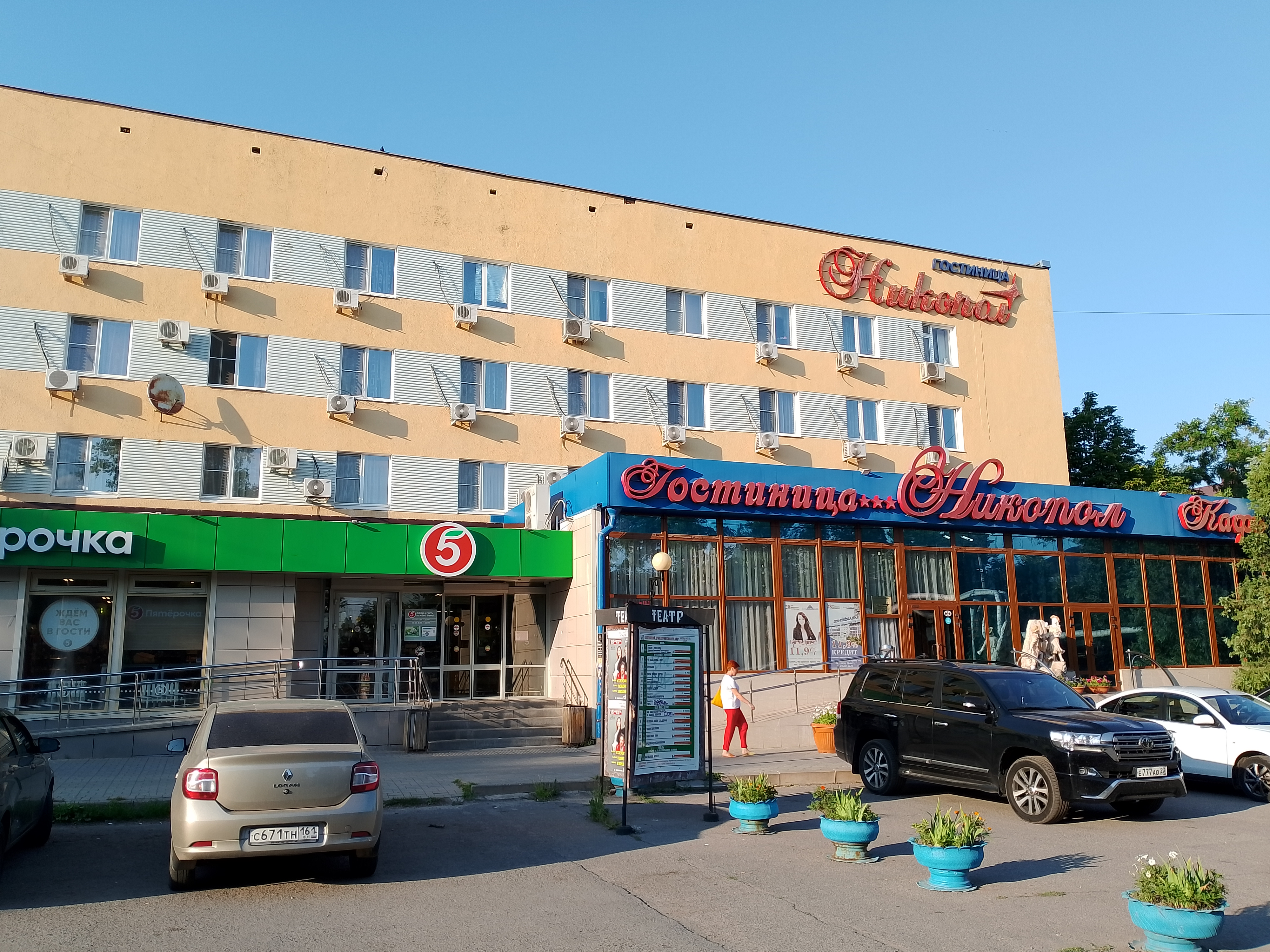
Гостиница «Никопол»
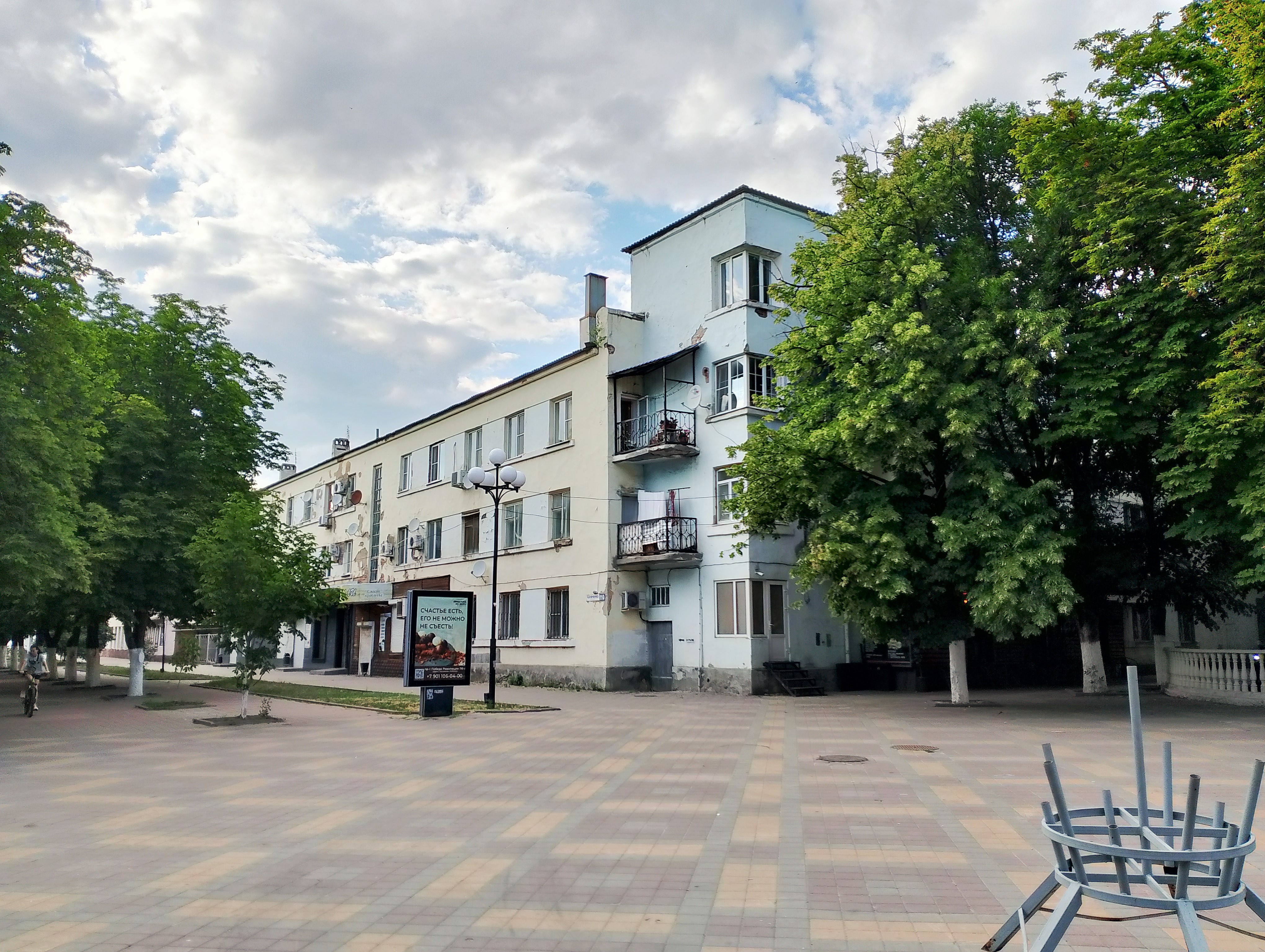
Дом № 102 по улице Шевченко, в стиле конструктивизма
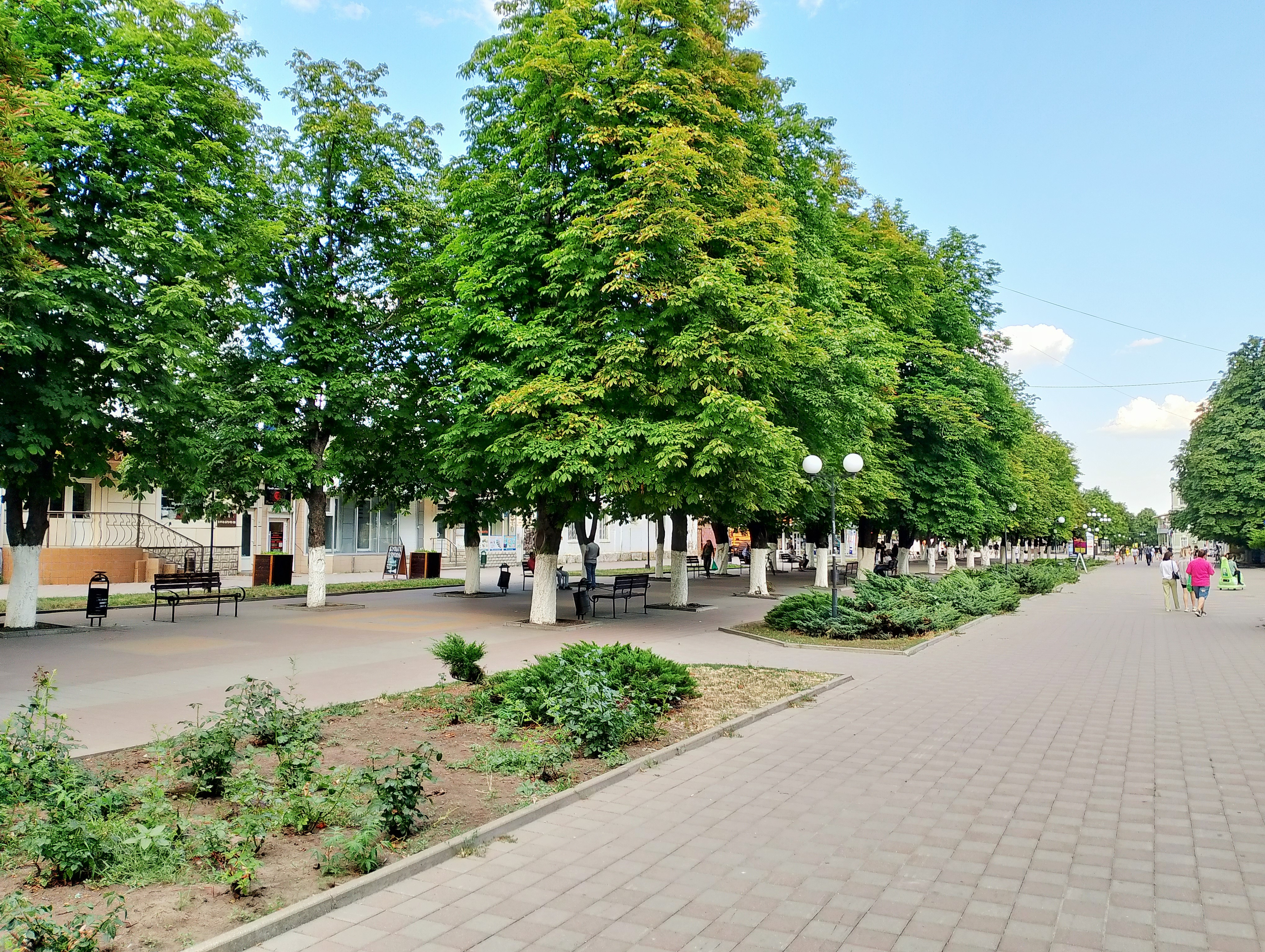
Бульвар на улице Шевченко
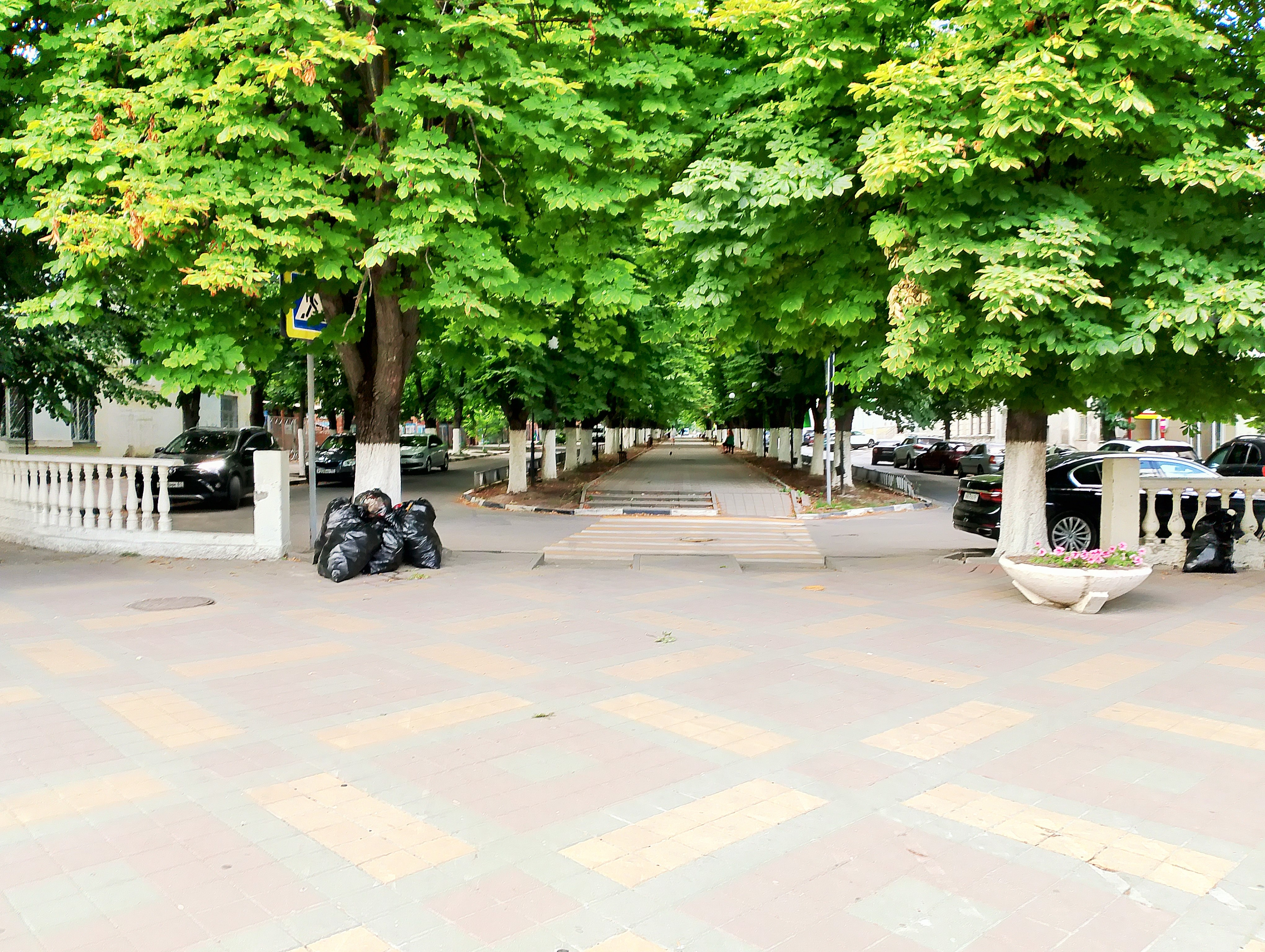
Бульвар на проспекте Клименко